# Sidney Bradford
Sidney Bradford (n. 30 mai 1906 - d. 2 august 1960) a fost un englez, orb de la vârsta de 10 luni. La vârsta de 52 de ani și-a redobândit vederea, iar peste 2 ani s-a sinucis.
În 1958 și-a redobândit vederea la ambii ochi, în urma unei operații de transplant de cornee, devenind subiectul studiilor neuropsihologului englez Richard Gregory. Acesta a observat că Sidney reușea să citească corect ora afișată de ceasul de perete și titlurile din ziare, obișnuit fiind cu aflarea orei prin pipăirea limbilor ceasului și cititul prin pipăirea literelor în relief. Acest fapt contrazicea supozițiile de până atunci ale psihologilor și filozofilor.
Cu toate acestea simțul său vizual era foarte distorsionat. Nu percepea perspectiva imaginilor, fotografiile i se păreau plane și fără înțeles, nu reușea să descifreze expresiile de pe chipurile oamenilor. Reușea să estimeze distanțele și mărimile din apropierea lui, datorită experienței pipăitului din timpul orbirii, însă distanțele mari, pe care doar le vedea, le estima total greșit.
Înainte de a-și recăpăta vederea credea că lumea e un paradis, fiind apoi dezamăgit de realitate. Vopseaua scorojită de pe pereți îl deranja în mod deosebit. A început să urască chipul soției. Se bărbirea pe întuneric, cum făcuse toată viața. 
Ca orb era un pantofar priceput, redobândirea vederii l-a făcut însă neîndemânatic. Și-a pierdut încrederea de sine, a devenit depresiv și s-a sinucis la doi ani după operație Arhivat în 11 aprilie 2008, la Wayback Machine..